# نادي جيفست
نادي جيفست هو نادي كرة قدم مقره في قراغندي في كازاخستان تأسس في عام 2008.